# Чекан, Елена Васильевна
Елена Васильевна Чекан (укр. Олена Василівна Чекан; 26 апреля 1946, Киев — 21 декабря 2013, там же) — советская и украинская киноактриса, сценарист, журналистка.

## Биография
Елена Чекан родилась 26 апреля 1946 года в Киеве. В 1972 году окончила Высшее театральное училище имени Б. В. Щукина в Москве. Работала на Киевской киностудии имени А. П. Довженко. Снималась в 1980—1990-х годах. Создала моноспектакли по стихам Марины Цветаевой и Леси Украинки.
В 2001 году совместно с Юрием Макаровым написала сценарий 4-серийного документального фильма «Мой Шевченко».
Работала на украинском телевидении, была корреспондентом журнала «Украинская неделя» (укр. «Український тиждень») со дня его основания в 2007 году.
Умерла после продолжительной болезни (рака мозга) 21 декабря 2013 года.

## Фильмография

### Актриса
1. 1978 — Неудобный человек
2. 1979 — Семейный круг — Алла, секретарь суда
3. 1981 — Женщины шутят всерьёз — Лиза, сотрудница НИИ
4. 1981 — Под свист пуль — селянка
5. 1982 — Грачи — Акчурина, жена сержанта
6. 1982 — Тайны святого Юра
7. 1983 — Три гильзы от английского карабина
8. 1984 — У призраков в плену — эпизод
9. 1986 — Мост через жизнь — Ольга, сестра Натальи
10. 1986 — Премьера в Сосновке — эпизод
11. 1986 — Приближение к будущему
12. 1986 — Рядом с вами — учительница
13. 1987 — К расследованию приступить (Фильм второй. «Клевета») — Раиса Степановна
14. 1987 — Цыганка Аза — эпизод
15. 1988 — Голубая роза — эпизод
16. 1988 — Грешник — начальник отдела труда и заработной платы
17. 1988 — Как мужчины о женщинах говорили — мать Марии
18. 1988 — Узник замка Иф — эпизод
19. 1988 — Штормовое предупреждение — Софья Анатольевна, секретарь Горева
20. 1989 — Дорога через руины
21. 1989 — Хочу сделать признание — эпизод
22. 1990 — Буйная — эпизод
23. 1990 — Допинг для ангелов — эпизод
24. 1991 — Ниагара — Нина Фёдоровна

### Сценарист
1. 2001 — Мой Шевченко (документальный)